# Modino
Modino es una localidad española del municipio de Cistierna, en la provincia de León, comunidad autónoma de Castilla y León. Está situado cerca del macizo de Peñacorada, uno de los picos de la cordillera Cantábrica. 

## Toponimia
Se desconoce exactamente la procedencia del término Modino pero al respecto existe la siguiente teoría:
- La palabra Modino es posible que proceda del latín mons - montis, que significa monte, evolucionando a Montino (perteneciente al monte); luego, siguiendo las reglas de evolución fonética de las lenguas romances, se produciría la pérdida de la n en el grupo nt resultando Motino; después, se produciría una transformación de la t en d, por un proceso de sonorización de las oclusivas sordas intervocálicas, como ocurrió con otras muchas palabras, resultando la palabra actual de Modino.

## Geografía
El pueblo está ubicado en la margen derecha del río Esla, en la desembocadura de un reguero que forma un pequeño valle hacia la Ercina. Gran parte de su territorio, unas 900 ha, está ocupado por el monte autóctono, de robles y de brezo, o repoblado en otras zonas con pino insigne americano. En la rivera del río Esla está la Vega; unas 250 ha de regadío, en la que tradicionalmente se cultivó el lino para obtener aceite y fabricar tejidos, y más modernamente se ha decidado a productos hortícolas, cereales, legumbres y forrajes.
Clima
El clima de Modino es del tipo mediterráneo continentalizado, pero un poco afectado por la cercana presencia de la cordillera Cantábrica que le confiere un aspecto un poco más fresco y húmedo.

## Historia
Podemos afirmar que sobre Paleolítico medio los hombres ya ocupaban estas tierras. Los celtas se establecieron en la zona sobre el siglo X a. C.
Los romanos lo colonizaron y construyeron vías de comunicación. En la Edad Media fue, durante algún tiempo, terreno devastado por los musulmanes, hasta que Ordoño II haciéndoles replegarse estabiliza la zona y pone la capital del Reino de León en León. Modino era por entonces un pueblo de labradores, que participaban activamente en las guerras que promovía su rey, como lo atestiguan los escudos de armas, todavía presentes en sus arcos y casas señoriales. 
En 1560 (época de Felipe II) Modino pasa a ser un Realengo. En la zona hay restos de monasterios y asentamientos de eremitas característicos de la época. 
Modino fue cabeza de comarca hasta principios del siglo XIX, mientras estuvieron en vigor los antiguos concejos; a Modino pertenecían Cistierna y los pueblos del actual municipio de Cistierna, así como Saelices, Alejico, Quintana de la Peña, Olleros, Sotillos y un barrio de Yugueros. Modino tenía entonces la categoría de Villa y Señorío de Horca y Cuchillo, con plena autonomía para gobernarse y dictar sentencias. Tres hermanos García, héroes de la defensa de León, son considerados como progenitores de las familias García que fueron extendiéndose en la península. Modino fue lugar de su residencia.

## Cultura

### Patrimonio

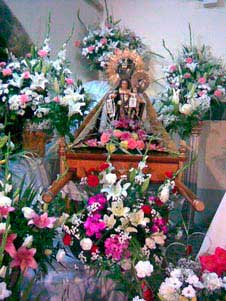
Imagen de la Virgen del Carmen de Modino

Su Patrimonio histórico cuenta en la actualidad con diversos vestigios de arcos y escudos de armas, como el de los García y los Siero, que nos hablan de un pasado de hidalgos y guerreros. 
La iglesia, tiene dos naves con bóveda de cañón; la de la izquierda, dedicada a los García, alberga, en uno de sus muros, bajo un arco de medio punto y una estatua yacente, la sepultura del Presbítero Juan García de Brizuela, Canónigo y Provisor de Santa Iglesia y Ciudad y Obispo de León según reza en la inscripción de la lápida.

### Festividades
Día 26 de junio: Festividad de San Pelayo.
Día 16 de julio: Fiesta del pueblo en honor de la Virgen del Carmen.
Día 6 de agosto, los Patronos del pueblo: San Justo y Pastor